# Мессьє 85

Мессьє 85 (М85, інші позначення -NGC 4382,UGC7508,MCG 3-32-29, KCPG 334A, ZWG 99.45, VCC 798, PGC 40515) -галактика у сузір'ї Волосся Вероніки.
Цей об'єкт входить у число перерахованих в оригінальній редакції нового загального каталогу.

## Відкриття
Відкривачем цього об'єкта є Мешан П'єр Франсуа Андре, який вперше спостерігав за об'єктом 4 березня 1781.

## Цікаві характеристики
У цій галактиці спостерігається короткі спалахи в оптичному діапазоні неясної природи .
Дана галактика входить до скупчення галактик у сузір'ї Діви.

## Навігатори
| ◄ NGC 4377-3 \| NGC 4378 \| NGC 4379 \| NGC 4380 \| NGC 4382 \| NGC 4383 \| NGC 4384 \| NGC 4385 \| NGC 4386 ► |

Координати:  12г 25м 24с, +18° 11′ 28″